# 莱蒙格罗韦 (加利福尼亚州)
莱蒙格罗韦（英語：Lemon Grove），是美国加利福尼亚州圣迭戈县下属的一座城市。建市于1977年7月1日，面积大约为3.88平方英里（10平方公里）。根据2010年美国人口普查，该市有人口25,320人。